# Faïence de Choisy-le-Roi
De 1804 à 1938, la faïence de Choisy-le-Roi constitue l'une des principales activités industrielles de cette ville du Val-de-Marne. Elle emploiera en 1930 jusqu’à 1 400 ouvriers dans la plus importante des faïenceries locales : H. Boulenger & Cie.

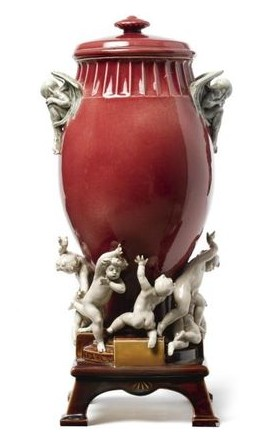
Vase à couvercle par Louis-Robert Carrier-Belleuse, vers 1885, Manufacture Hautin-Boulenger & Co, Choisy le Roi

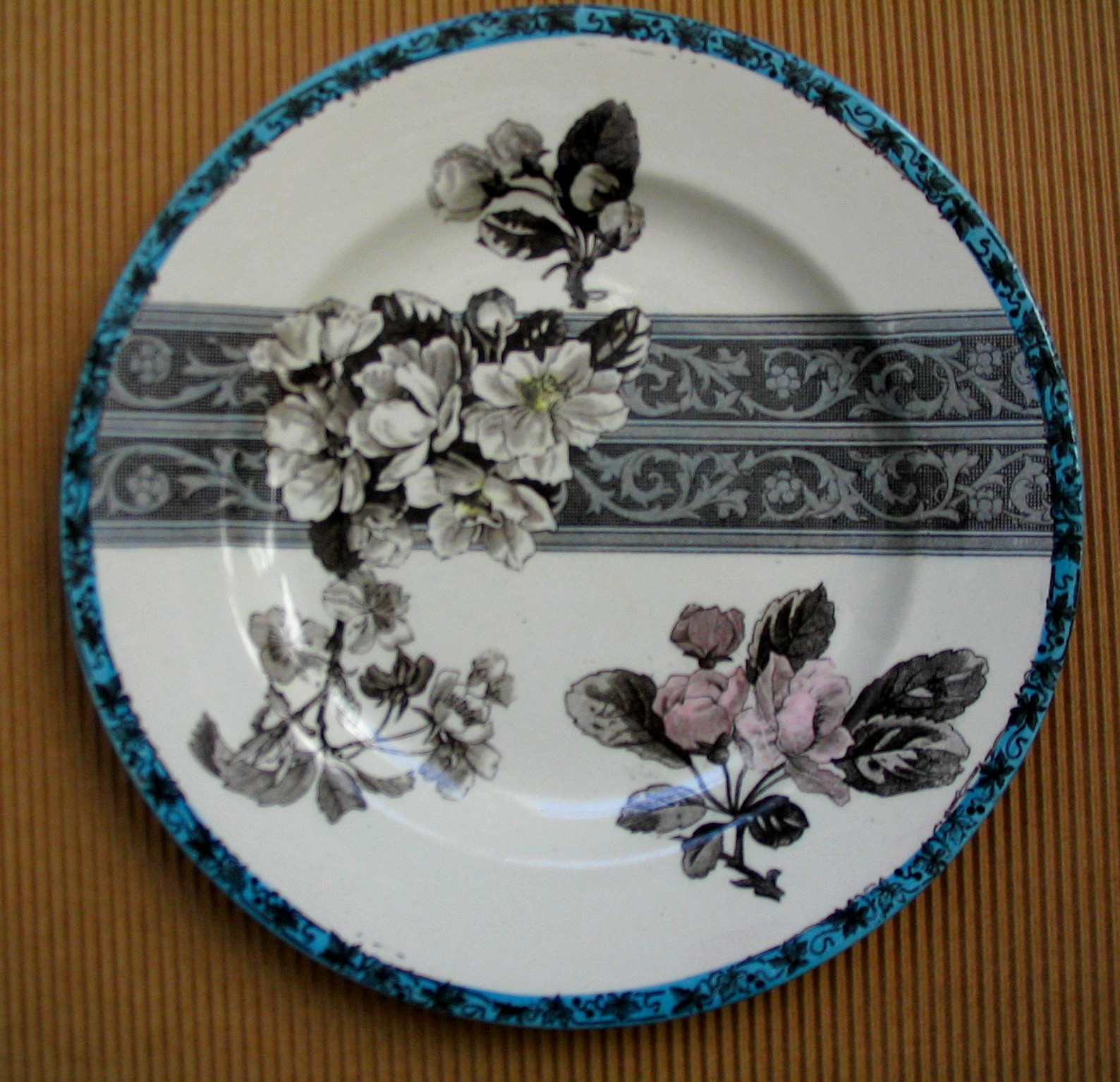
Assiette en faïence, décor imprimé, fin XIXe siècle.

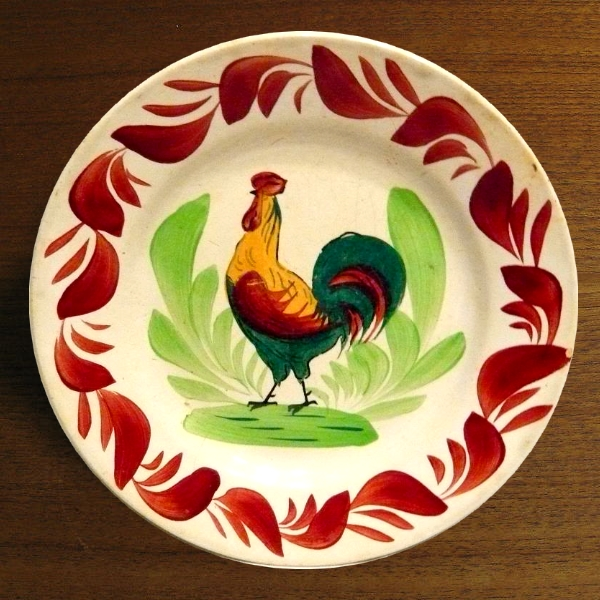
Assiette en faïence, décor peint, début XXe siècle.

## Historique
La faïencerie de Choisy-le-Roi a été fondée par les trois frères Paillart le 21 floréal an XIII (11 mai 1805). Valentin, Melchior et Nicolas Paillart se rendent acquéreurs d'un terrain de 4 hectares, situé sur une partie de l'ancien domaine royal, pour y installer leur manufacture de faïence. Ils vont commencer à produire de la faïence fine à décor imprimé à partir de 1808, en collaboration avec Christophe Potter (1751-1817).(Cf. Patrice Valfré) 
La faïencerie va devenir, au fil du temps, et ceci jusqu'à sa fermeture définitive en 1934, le principal centre de rayonnement de Choisy. 
Propriété des frères Paillart de 1805 à 1824, la faïencerie est ensuite dirigée par Valentin Paillart et son associé Hippolyte Hautin. En 1836, le départ de Valentin Paillart laisse l'usine à Hippolyte Hautin, qui s'associe à Louis Boulenger (1773-1850). Leurs enfants Adolphe Boulenger (1805-1873) et Alexandrine Hautin (1814-1900) se marient, et ils ont quatre enfants, dont Hippolyte Boulenger (1836-1892) qui devient en 1863 propriétaire de l'entreprise à laquelle il donne le nom de H. Boulenger & Cie (Hautin Boulenger & Cie). Il transforme la faïencerie locale en une entreprise industrielle de premier plan au niveau national : la manufacture de faïence de Choisy reçoit plusieurs récompenses officielles aux Expositions universelles. En 1889, Hippolyte Boulenger transfère le siège social à Paris, 18 rue de Paradis. À sa mort, survenue trois ans plus tard, Paul-Hippolyte et Alexandre Boulenger lui succèdent. En 1920, l'entreprise H.B. & Cie rachète la Manufacture de Montereau, propriétaire de la marque Creil-Montereau, et devient H.B.C.M  (Hippolyte Boulenger-Creil-Montereau). Elle ferme ses ateliers de Choisy en 1936, ceux de Montereau en 1955. Les trois chapelles funéraires de style néogothique de la famille Boulenger, quoique fort délabrées, sont toujours visibles au cimetière de Choisy-le-Roi.
En 1967, l'entreprise prend le nom de Établissement Boulenger, entreprise de revêtements.

### Pouvoir et industrie

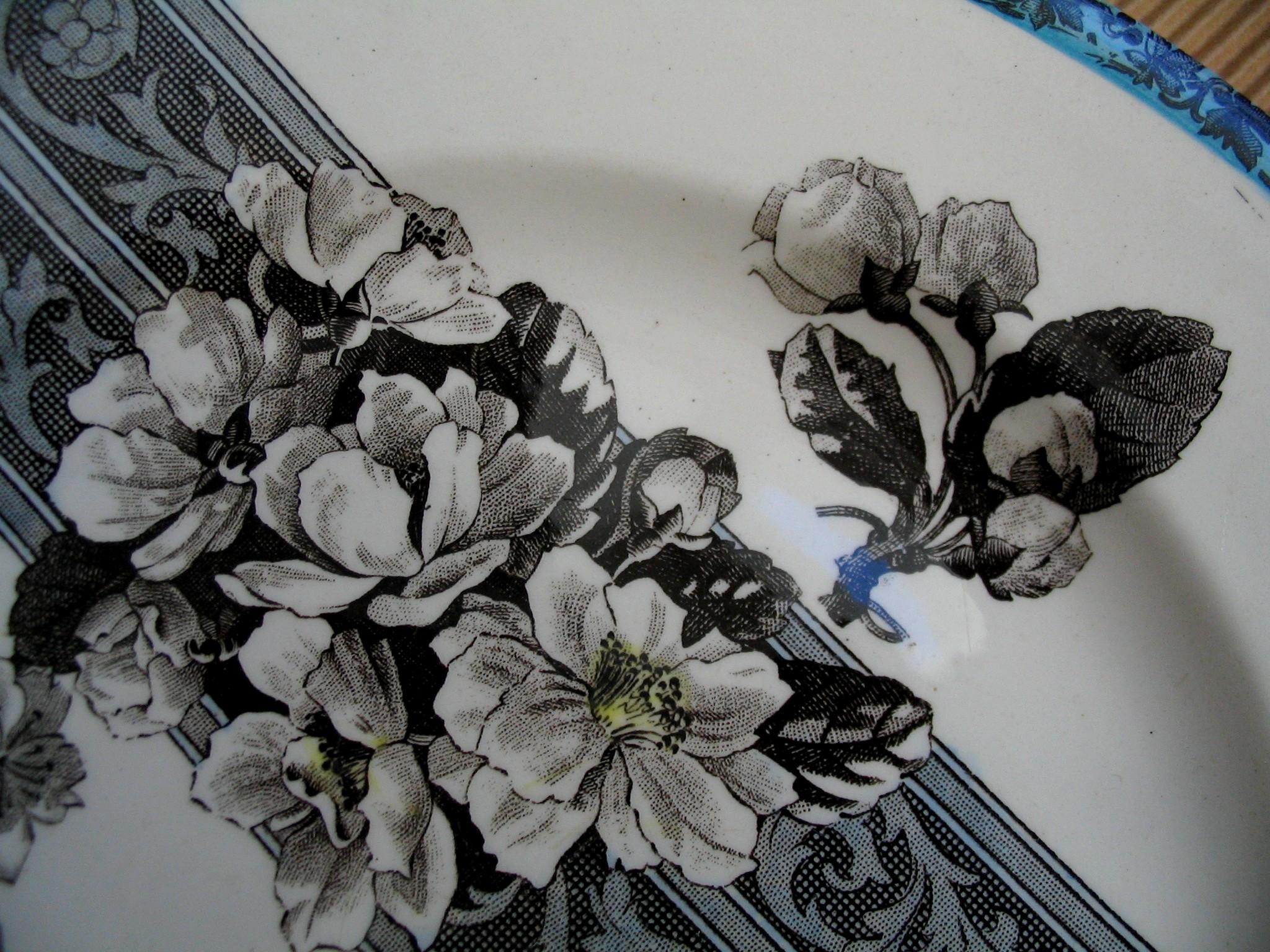
Détail d'un décor imprimé fin XIXe siècle.

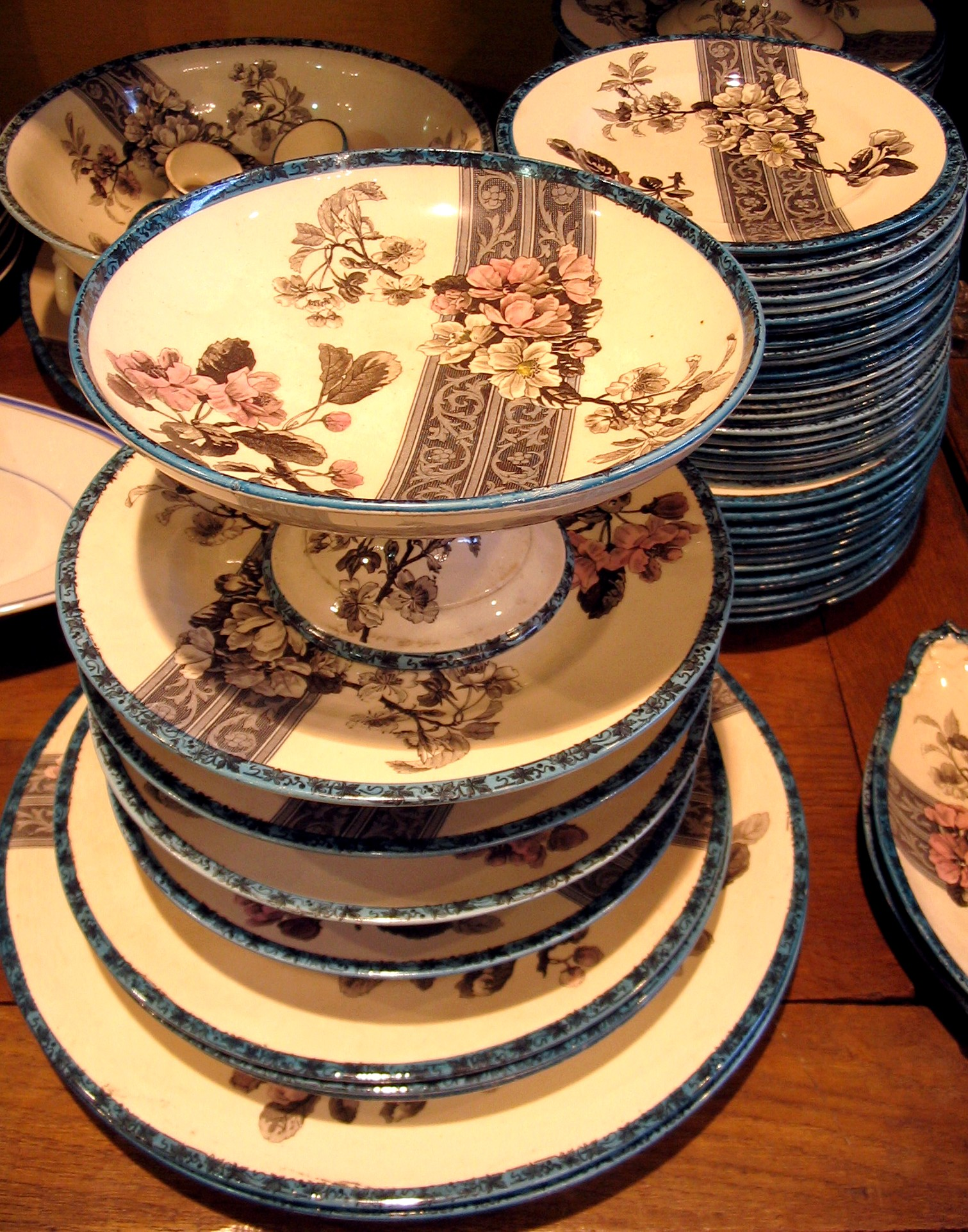
Service de table complet, fin XIXe siècle.

Comme les manufactures de Creil et Montereau, Hippolyte Boulenger introduit la pâte fine dont le procédé, importé d'Angleterre, imite la porcelaine de Chine. Cette technique, alliée à un renouvellement de la création, permet aux faïences de Choisy-le-Roi d’être primées aux expositions universelles et de répondre aux attentes du public.
Hippolyte Boulenger donne son véritable essor à l'entreprise à partir de 1878. Elle compte alors ateliers de fabrication, fours industriels, cheminées d'usine, pièces de séchage, magasins industriels, salles de machines, hangars, bureaux, voie ferrée, quai, cours, les constructions se multipliant de l'est vers l'ouest.
La manufacture exploite pleinement son implantation en bords de Seine et la proximité immédiate de la voie ferrée des Chemins de fer d'Orléans, construite en 1840. Elle bénéficie ainsi des moyens de transport les plus adaptés pour approvisionner ses matériaux et diffuser ses produits.
La manufacture, installée dans le parc du petit château acquis par les frères Paillart, devient progressivement un domaine industriel articulé autour du petit château rénové. À la fin du XIXe siècle, un tiers de la superficie de la commune appartient à la famille Boulenger. La propriété de la famille, « le Château », s'étend sur plus de 7 hectares.

Les ateliers, construits sur les vestiges de l'ancien château royal, couvrent plus de 10 000 m2, ils atteindront 36 000 m2 en 1936.
À la fin du XIXe siècle, la faïencerie Boulenger obtient la commande du revêtement des stations de métro parisiennes, les célèbres carreaux de grès émaillé blanc biseautés. Dès 1880, des ateliers sont dédiés à la décoration architecturale : ce seront les décors de nombre d'entrées d'immeubles parisiens.

### Le paternalisme industriel
Comme la plupart des grandes dynasties industrielles du XIXe siècle, la faïencerie Boulenger développe une importante activité sociale. Dès 1867, logements, crèches et écoles sont mis à la disposition des ouvriers de la manufacture. Le personnel bénéficie d'une caisse d'épargne, d'une société de secours mutuel, d'une caisse d'assurance contre les accidents, d'une coopérative alimentaire.
Hippolyte Boulenger favorise l'accession à la propriété en lotissant des terrains. La famille possédant en effet plus d'un tiers des terrains de la commune. Cette politique de construction sociale se poursuit avec ses héritiers jusqu'en 1930 avec la construction, en face de la faïencerie, d'un immeuble de 350 logements encore appelé immeuble Boulenger. 

### Le groupe H.B.C.M
Créé en 1920 sous la dénomination H.B.C.M (Hippolyte Boulenger, Creil, Montereau), le nouveau groupe rachète les faïenceries de Creil-Montereau. Les grèves de 1936 conduisent à l'arrêt définitif des fabrications de Choisy-le-Roi. La production se poursuit à Montereau jusqu’en 1955.
La manufacture de Choisy-le-Roi sera détruite à partir de 1952, ainsi que le parc et la propriété, pour laisser place à la construction de la dalle commerciale piétonnière du centre ville.

## Caractères stylistiques
La production de Choisy-le-Roi couvre toute une gamme qui s’étend des services populaires, assiettes décorées à décors imprimés jusqu’aux pièces de forme, certaines monumentales. 
- Assiettes et services : En dehors des services d’inspiration traditionnelle ou japonisante, les séries thématiques abordent de nombreux sujets en 12 ou 24 pièces différentes. Sujets de société, évènements politiques ou scientifiques sont souvent légendés, parfois de textes humoristiques. Parallèlement, des assiettes à rébus, fort prisées du public et des assiettes publicitaires sont réalisées pour des clients industriels.
Choisy produit également des services miniatures en faïence, dînettes et accessoires de poupées présentés dans des coffrets en carton.

- Pièces de forme : Elles côtoient la production courante et contribuent à la réputation d’excellence de la faïence de Choisy-le-Roi[Note 8].

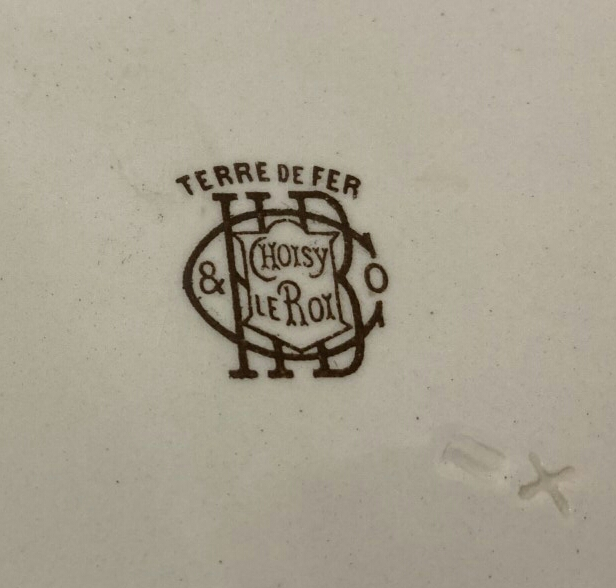
Marque Boulenger et Cie, Terre de Fer, fin XIXe.

L’inspiration varie de plats ornés à la Bernard Palissy à des bustes par Louis-Robert Carrier-Belleuse[Note 9], en passant par des corps de pendules ou des pièces d’art funéraire.